# Gatcombe

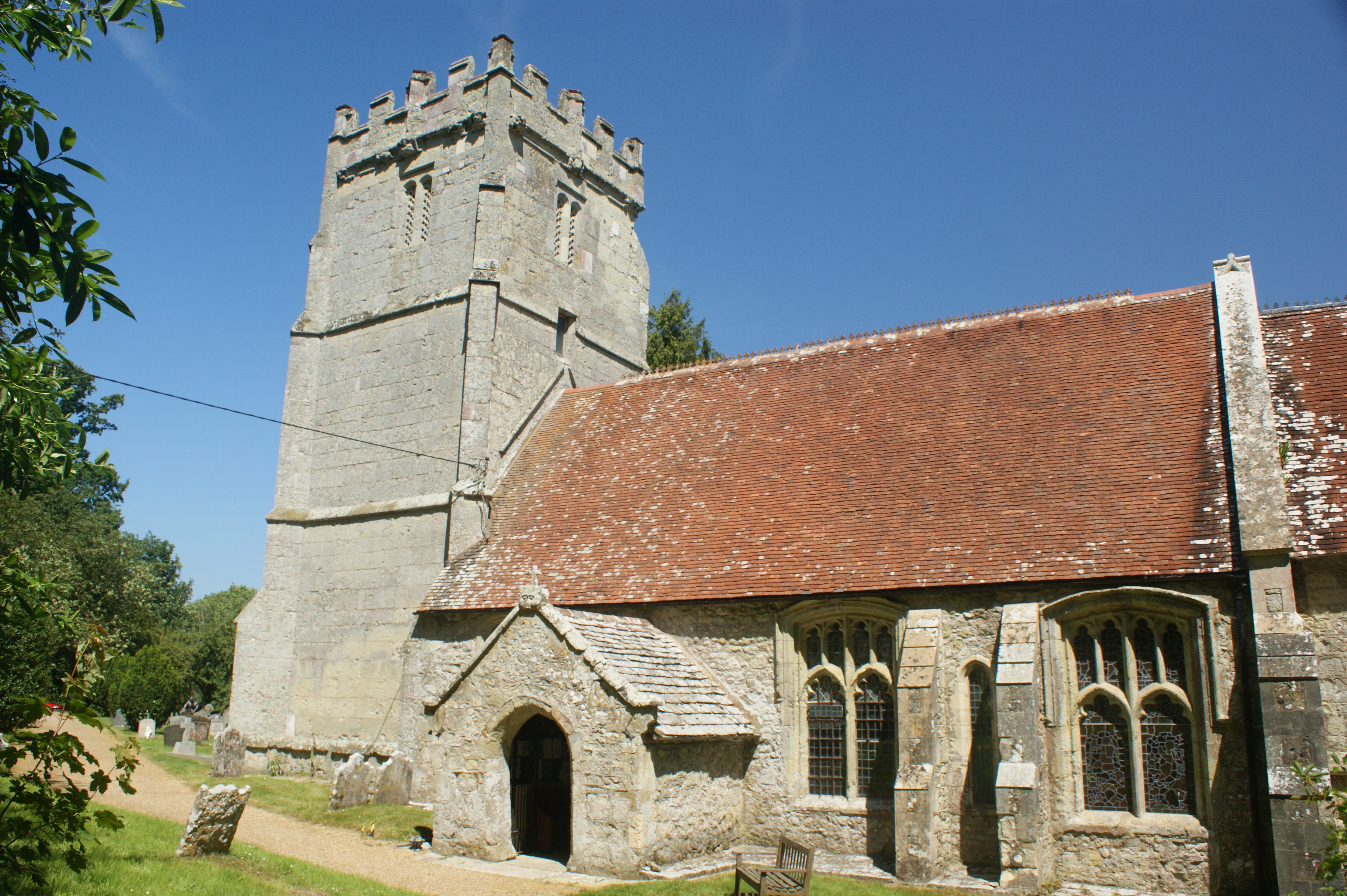
Kerk van St. Olave

Gatcombe is een dorp (village) en civil parish in de unitary authority Isle of Wight, in het Engelse graafschap Isle of Wight. De civil parish telt 403 inwoners.
Arreton · Bembridge · Brading · Brighstone · Calbourne · Chale · Cowes · East Cowes · Fishbourne · Freshwater · Gatcombe · Godshill · Gurnard · Havenstreet and Ashey · Lake · Nettlestone and Seaview · Newchurch · Newport · Niton and Whitwell · Northwood · Rookley · Ryde · Sandown · Shalfleet · Shanklin · Shorwell · St Helens · Totland · Ventnor · Whippingham · Wootton Bridge · Wroxall · Yarmouth